# Проспект Тореза
Проспе́кт Торе́за — одна из центральных магистралей в Выборгском районе Санкт-Петербурга. Проходит от площади Мужества до пересечения проспектов Энгельса и Северного (вершина Поклонной горы).

## История
До конца XIX века по трассе нынешнего проспекта Тореза, следующей по западному краю так называемой Парголово-Левашовской моренной гряды, проходили Па́рголовская и Ста́рая Па́рголовская дороги. Вместе они вели к Парголову.
Позже[когда?] общая магистраль стала Ста́ро-Па́рголовским проспе́ктом.
17 августа 1964 года проспект был переименован в проспе́кт Торе́за (неофициальный вариант — проспе́кт Мори́са Тореза) в честь скончавшегося 11 июля 1964 года деятеля французского и международного рабочего и коммунистического движения Мори́са Торе́за.
Основная застройка проспекта относится к 1960-м годам. Имеется участок, застроенный в конце 1940-х — начале 1950-х годов (так называемый «Старопарголовский жилмассив», дома по нечётной стороне с 71 по 83). В районе Поклонной горы есть несколько современных домов (2000-е годы).
По нечётной стороне нумерация начинается с дома 9. По чётной стороне идут номера домов в необычном порядке — 2, 8, 18.

## Примечательные здания и сооружения

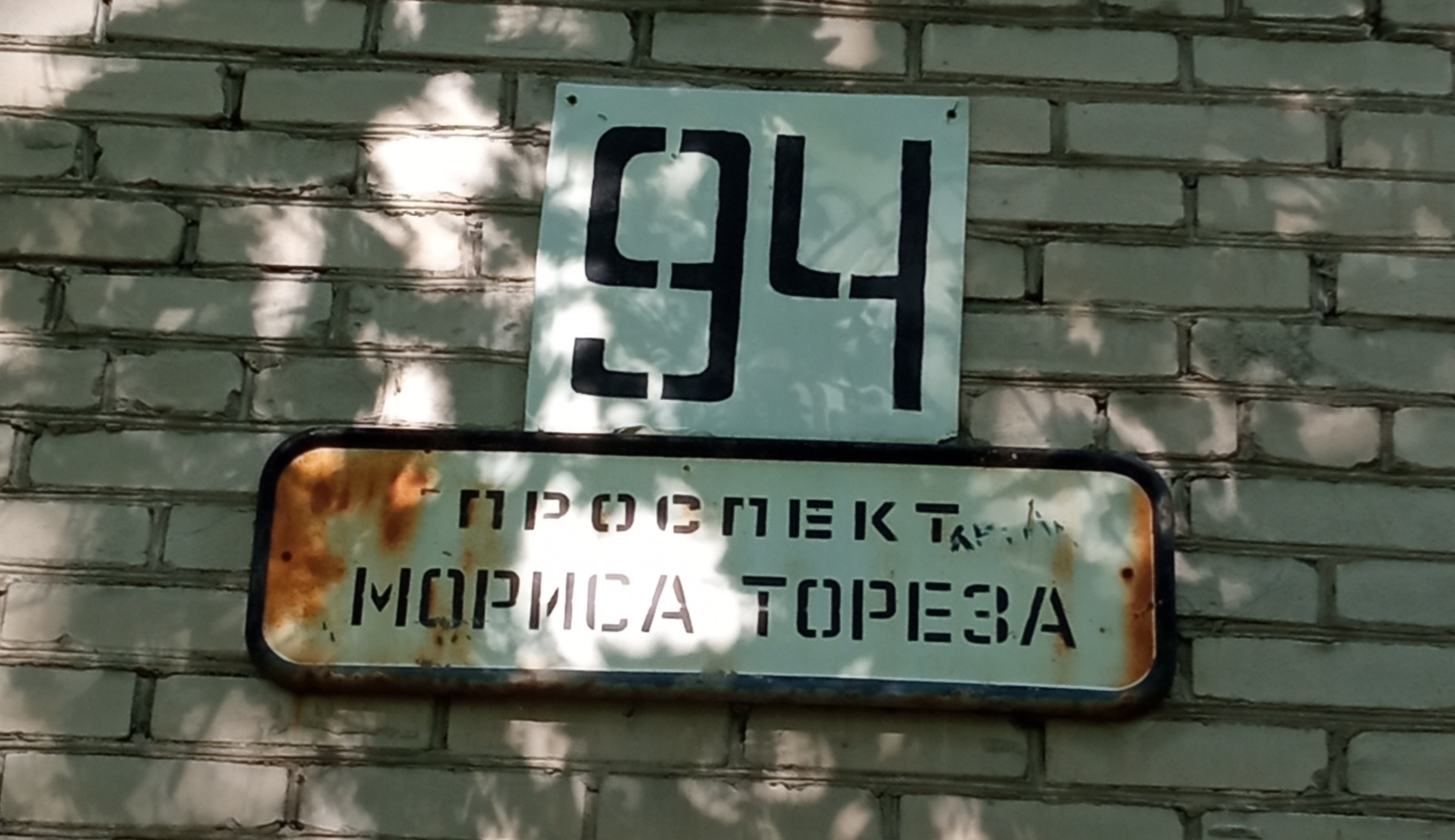
Табличка с неофициальным написанием

- Дом № 8 — особняк Котлова, 1914 г., арх. Николай Товстолес;
- Дом № 29 — особняк Н. Н. Кайгородова, конец XIX века. Нестор Никифорович Кайгородов, родной брат Дмитрия Никифоровича Кайгородова, командовал Выборгской крепостью, с 1903 года занимал пост коменданта Свеаборгской крепости[5];
- Дом № 32 — Ленинградская областная детская библиотека;
- Дом № 36 — Гостиница «Спутник»;
- Дом № 37, к. 2, лит. А — Санкт-Петербургский национальный исследовательский Академический университет имени Ж. И. Алфёрова РАН;
- Дом № 37, к. 2 — Гостиница «Наука» РАН;
- Дом № 44 — Институт эволюционной физиологии и биохимии имени И. М. Сеченова РАН. Перед зданием расположен памятник Л. А. Орбели;
- Дом № 68 — АО ЦНИИ «Электрон»;
- Дом № 71, литера А — мототрек;
- Дом № 72 — Санкт-Петербургская клиническая больница РАН;
- Дом № 74 — Первый экспериментальный дом проекта 1-528КП-40;
- Дом № 85 — Северо-Западное объединение церквей христиан-адвентистов Седьмого Дня;
- Дом № 93 — городская туберкулёзная больница № 2;
- Дом № 114 — до октября 2007 года на этом участке находился велотрек;
- Культурно-деловой центр «На Поклонной горе» (дом 118), располагавшийся в недостроенном здании Светлановского дома культуры. Летом 2007 года начался снос здания[6]
- Парк велотрека (между домом 118 и проспектом Энгельса)
- Парк «Сосновка» (нечётная сторона от Светлановского проспекта до улицы Витковского)